# Harstads församling
Harstads församling var en församling i Linköpings stift inom Svenska kyrkan. Församlingen uppgick 1890 i Väderstads församling.
Åren 1827–1837 uppfördes Väderstads kyrka för denna socken och grannsocknen Väderstad.
Församlingens kyrka var Harstads kyrka. En kyrkoruin och en ödekyrkogård kvarstår vid Bosgård i västra utkanten av Väderstads samhälle.

## Administrativ historik
Församlingen har medeltida ursprung.
Församlingen, som ingått i Väderstads pastorat, uppgick 1892 i Väderstads församling efter att redan före 1892 ofta betraktats som upphörd.

## Komministrar
| Ämbetstid | Namn                    | Levnadstid | Övrigt                                      |
| --------- | ----------------------- | ---------- | ------------------------------------------- |
| 1582      | Zacharias Johannis      |            |                                             |
| 1642–1652 | Magnus Laurentii        | –1652      | Senare kollega i Linköpings trivialskola.   |
| 1653–1677 | Joen Hvarf (Gyræus)     | 1623–1677  |                                             |
| 1678–1712 | Olaus Trivallius        | –1712      |                                             |
| 1713–1753 | Andreas Classon         | 1687–1753  |                                             |
| 1753–1775 | Andreas Kyhlstedt       | 1711–1775  |                                             |
| 1776–1797 | Magnus Ryberg           | 1736–1801  | Senare kyrkoherde i Kristbergs församling.  |
| 1798–1807 | Seved Lindmark          | 1751–1807  |                                             |
| 1807–1828 | Daniel Jonas Wiström    | 1762–1828  |                                             |
| 1830–1837 | Samuel Niclas Monselius | 1783–1837  |                                             |
| 1838-1868 | Otto Wilhelm Hjolmanson | 1806–1871  | Senare kyrkoherde i Kullerstads församling. |

## Klockare och organister[3]
| Ämbetstid | Namn                      | Levnadstid | Övrigt                            |
| --------- | ------------------------- | ---------- | --------------------------------- |
| 1734–1747 | Carl Tollin               | 1715–1755  | Organist och klockare             |
| 1746      | Abel Tollander            | 1719–1750  | Organist och klockare             |
| 1748–1753 | Zachris Jacobsson Blom    | 1721–1773  | Organist och klockare             |
| 1754–1799 | Jonas Lorin               | 1734–1799  | Organist och klockare             |
| 1799–1847 | Nils Lorin                | 1776–1847  | Organist och klockare             |
| 1848–1854 | Gustaf Leonard Gustafsson | 1823–      | Organist, klockare och skollärare |
| 1854–1865 | Carl August Andersson     | 1827–      | Organist, klockare och skollärare |

### Klockare
| Ämbetstid | Namn               | Levnadstid | Övrigt   |
| --------- | ------------------ | ---------- | -------- |
| 1683-1689 | Nils               |            | Klockare |
| 1694–1694 | Nils               |            | Klockare |
| 1696–1710 | Måns Nilsson       | –1710      | Klockare |
| 1711–1728 | Anders Abrahamsson | –1728      | Klockare |

### Organist
| Ämbetstid | Namn                    | Levnadstid | Övrigt   |
| --------- | ----------------------- | ---------- | -------- |
| 1687      | Hans Jönsson            |            | Organist |
| 1688–1693 | Mathias Johansson       |            | Organist |
| 1699–1711 | Sven Jaensson (Jönsson) | –1711      | Organist |
| 1720–1733 | Måns Utter              | 1680–1757  | Organist |

## Kyrkvaktmästare
| Ämbetstid | Namn             | Levnadstid | Övrigt      |
| --------- | ---------------- | ---------- | ----------- |
| 1694      | Håkan Olufsson   | –1694      | Kyrkväktare |
| 1789–1799 | Eric Råder       | 1731–1799  |             |
| 1799–1803 | Jonas Lundin     | 1735–1803  |             |
| 1804–1811 | Pehr Wiberg      | 1734–1811  |             |
| 1811–1827 | Eric Rosengren   | 1757–1827  |             |
| 1835–1851 | Anders Granath   | 1784–      |             |
| 1855–1871 | Lars Jern        | 1797–1871  |             |
| 1871–1881 | Gustaf Larsson   | 1816–      |             |
| 1886–1892 | Erik Magnus Jern | 1825–      |             |